# 北條真紀子
北條 真紀子（ほうじょう まきこ、1973年8月16日 - ）は「ショップチャンネル」のキャスト。

## 来歴・人物
- 静岡県出身[2]。血液型A型[2]。身長158cm[3]。
- 株式会社プログレ所属。以前はモーターショー等にて、ナレーターコンパニオンとして活動[1]。2001年から、派遣契約にて「ショップチャンネル」のキャストを務めている[2]。
- ショップチャンネルでは、分かりやすく楽しい商品紹介、落ち着いた物腰、明るい人柄により、視聴者のファンも多く[1]、同局の看板キャストの1人となっている。

## エピソード
- 北條独特の落ちない言い回しと、タメや抑揚を効かせ強弱をはっきりさせた語り口による商品紹介は、「北條節」とも言われ、生放送の通販番組におけるひとつの話法を確立した。その話法は、ジャパネットたかたの社長である髙田明の「体言止め話法」と並び称され、現在では北條節に影響を受けた多くのフォロワーを生んでいる。
- ショップチャンネルの商品紹介のカリスマゲストの1人である及川尚輔に、「同局キャストの中で最も美しい」と言われたことがある。北條が担当した商品が短時間に驚異的な売り上げを記録することも度々で、現在では彼女自身も通販業界のカリスマの1人と言われている
- 北條自身もショップチャンネル商品のヘビーユーザーであり、自ら紹介する商品についての研究を怠らず、愛着も深いと言われている。
- 北條のファンであるお笑い芸人のおぎやはぎが、自らのラジオ番組に彼女を出演させたことがある。